# Парк Горького (Пермь)
Парк имени Горького — парк культуры и отдыха, старейший парк в Перми. Располагается в Свердловском районе города и ограничен Комсомольским проспектом и улицами Краснова, Сибирской и Революции.
Территория парка с начала освоения несколько раз меняла своё название: Загородный сад (на планах Перми 1897—1908 годов — Городской сад), Красный сад, Городской сад имени М. Горького:245, Центральный парк культуры и отдыха — детский парк имени Горького, Парк поселения «Сад им. Максима Горького».

## История
История парка начинается с 1804 года, когда по инициативе пермского губернатора Карла Фёдоровича Модераха на южной границе города были созданы ров и вал для отведения талых и дождевых вод с полей в ручей Стикс и речку Данилиху. Ров и вал проходили параллельно современным улицам Краснова (по нынешней территории парка Горького) и Пушкина (по нынешней территории Центрального рынка). Вдоль северной стороны рва были высажены четыре линии берёз, образовавшие бульвар, в середине которого была широкая дорога для проезда экипажей, а по сторонам — две аллеи для пешеходов.

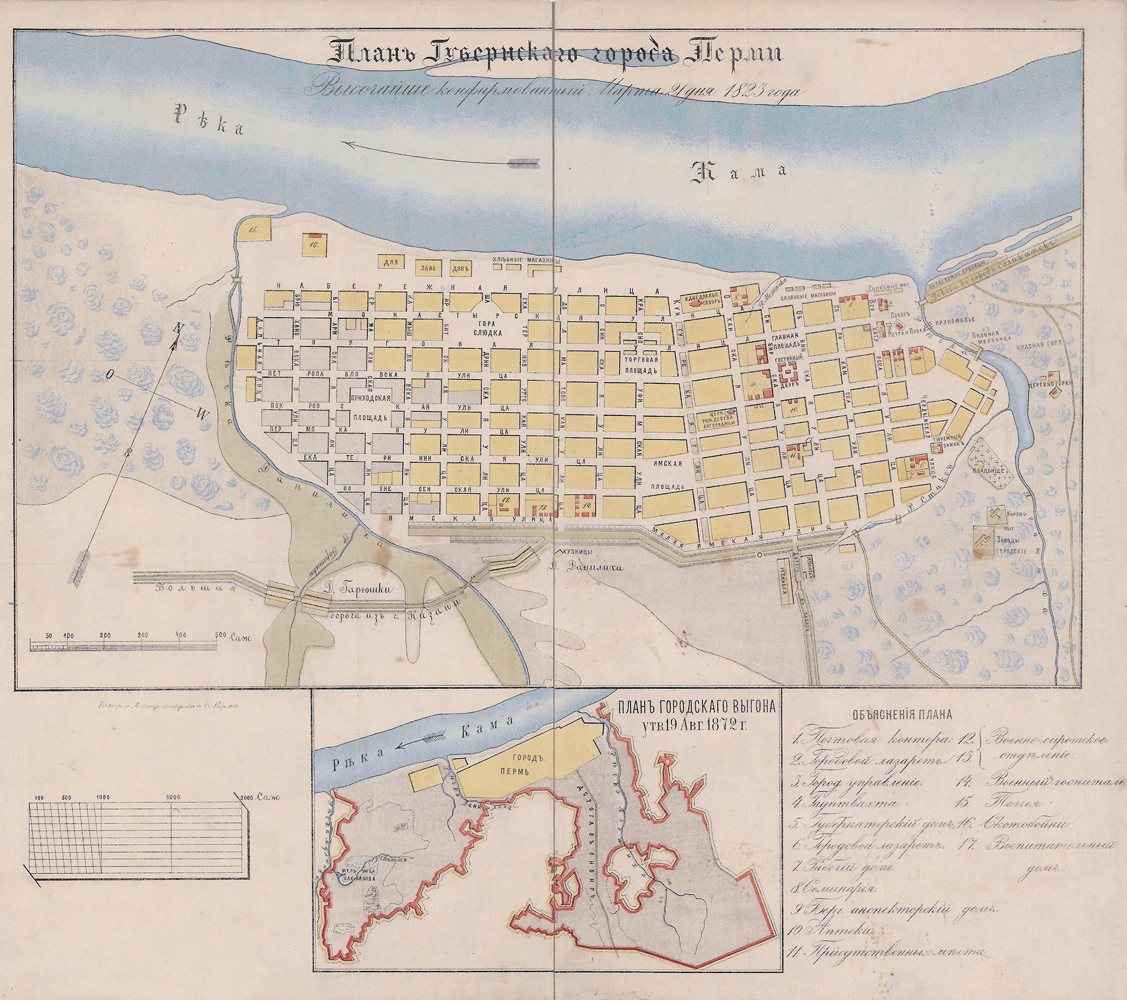
Ротонда на плане Перми 1823 года (в южной аллее бульвара)

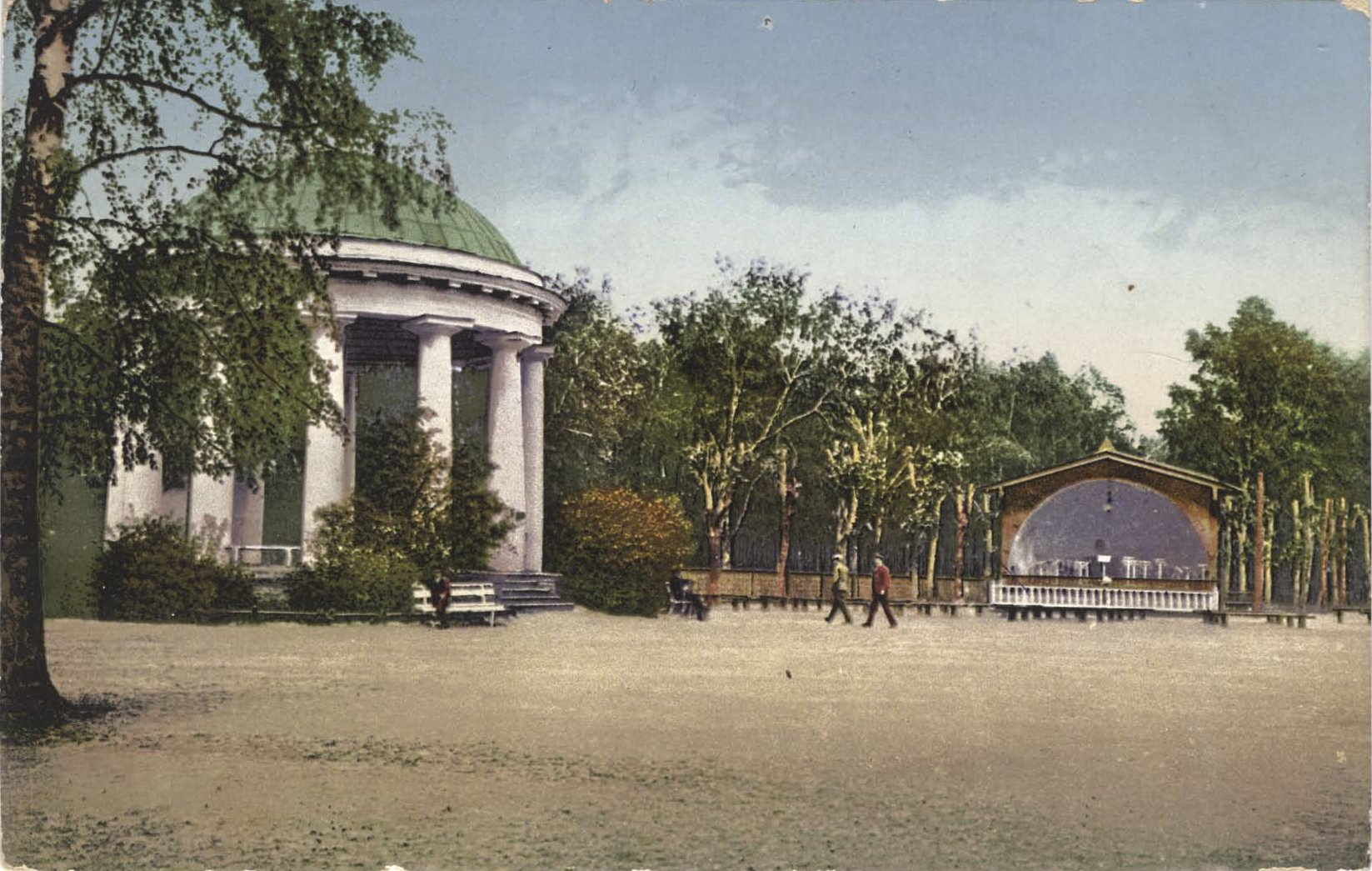
Сад общественного собрания. Фотохромная открытка начала XX в.

В 1824 году на южной стороне бульвара в створе улицы Оханская (ныне улица Газеты «Звезда») была построена ротонда по проекту губернского архитектора И. И. Свиязева специально к приезду императора Александра I (другая ротонда, меньшего размера, была построена тогда и в начале улицы Оханской, на высоком берегу Камы, — она простояла до 1950-х годов). На куполе ротонды — надпись: «Пермскому Обществу Сентября 24 дня 1824 года». Встреча императора с пермяками 30 сентября 1824 года состоялась именно около этой ротонды, недалеко от Сибирской заставы, через которую император въехал в город.
Летом 1829 года знаменитый учёный и путешественник Александр фон Гумбольдт, приглашённый русским правительством для проведения исследований, в частности, в горнопромышленном районе Урала, посетил Пермь. Некоторые физические эксперименты Гумбольдт производил в ротонде Загородного сада. Здесь он определил магнитное склонение и измерил географические координаты Перми — по его данным: 58°01′12″ северной широты и 25°56′28″ (относительно Пулковского меридиана) восточной долготы.
По указанию пермского губернатора Александра Анастасьева 6 июня 1882 года около ротонды открылось летнее помещение общественного собрания, бывшего купеческого клуба. Пермский историк и краевед А. А. Дмитриев отмечает: «С этого времени „Козий загон“ был обречен на полное запустение» («Козий загон» — это нынешний сквер имени Ф. М. Решетникова). Загородный сад стал местом общественных гуляний, где проводились народные праздники, лотереи-аллегри. Здесь ежедневно, кроме субботы и понедельника, играл оркестр:186—187. К 1887 году сад был огорожен деревянной ажурной изгородью и имел три входа: с Оханской, Кунгурской и главный — с Сибирской улицы. Вход в сад был платный.
Излюбленным местом гуляния пермской публики является сад общественного собрания за бульваром. Здесь летним вечером можно видеть большинство жителей Перми. Число гуляющих достигает иногда нескольких тысяч, особенно в народные праздники…
В 1889 году при здании общественного собрания началось строительство крытого помещения для летнего театра, первый спектакль в котором состоялся 21 мая 1889 года. Здесь также были построены помещения для буфета, бильярда, комнаты для игры в карты, кегельбана и синематографа. В 1890-е годы рядом с садом были высажены клёны, лиственницы и кедры, которые образовали два питомника, впоследствии частично вошедшие в состав Загородного сада (питомники простирались на юг почти до нынешней улицы 1-я Красноармейская, а на запад — за нынешний Комсомольский проспект). К саду также примыкал велодром, открытый 7 июня 1899 года на средства членов общества велосипедистов-любителей (впоследствии — Центральный стадион, затем стадион «Юность»). Само общество велосипедистов-любителей было учреждено 30 июня 1897 года.
В 1902 году Пермь посетил писатель Антон Павлович Чехов, который любил прогуливаться по Загородному саду. С приездом писателя вышла забавная история, когда в местной газете «Пермские губернские ведомости» в номере от 26 июня ошибочно сообщили о приезде не Чехова, а Максима Горького. Чехова эта ошибка сильно развеселила, он вырезал заметку и отправил её Горькому, который в это время находился в Нижнем Новгороде.
14 мая 1905 года сад стал местом проведения первого в Перми митинга рабочих. Около 9 часов вечера около ротонды собрались рабочие Мотовилихинских заводов, которые потребовали от духового оркестра прервать исполнение променадной музыки и сыграть «Марсельезу». После выполнения их требования вооружённые демонстранты с красными знамёнами и революционными лозунгами направились к дому губернатора, выбили в нём стёкла, а потом в театральном сквере снесли экран с изображением Николая II. Затем люди разошлись по домам. В память об этих событиях в советские времена в парке был установлен памятный знак.
С 1912 года в саду действовал синематограф, располагавшийся в деревянном здании.
После Октябрьской Революции в 1918 году Загородный сад поменял своё название — он стал именоваться Красным садом. Развлечения и аттракционы действовали по-прежнему, однако теперь в саду демонстрировались пропагандистские фильмы. Начали действовать тир и парашютная вышка, в саду выступали участники первых авиаперелётов. В 1932 году сад стал называться Городским садом им. М. Горького. После Великой Отечественной войны пермская молодёжь называла парк «горьковским огородом», а у танцплощадки в парке вечерами собиралась местная шпана. Здесь нередко происходили драки и поножовщина, и то, что танцплощадка однажды сгорела, горожанами было воспринято с облегчением.
В 1950-х годах парк обзавёлся металлическими оградами со стороны Комсомольского проспекта и Сибирской улицы.
В 1980-х годах была проведена реконструкция парка. Здесь были оборудованы новые аттракционы, детский кинотеатр, стадион, бассейн и крытая хоккейная площадка. Также был сооружён деревянный древнерусский городок, проект для которого разработал архитектор М. Футлик. Городок начал работать в августе 1981 года.

## Парк сегодня

Ворота парка

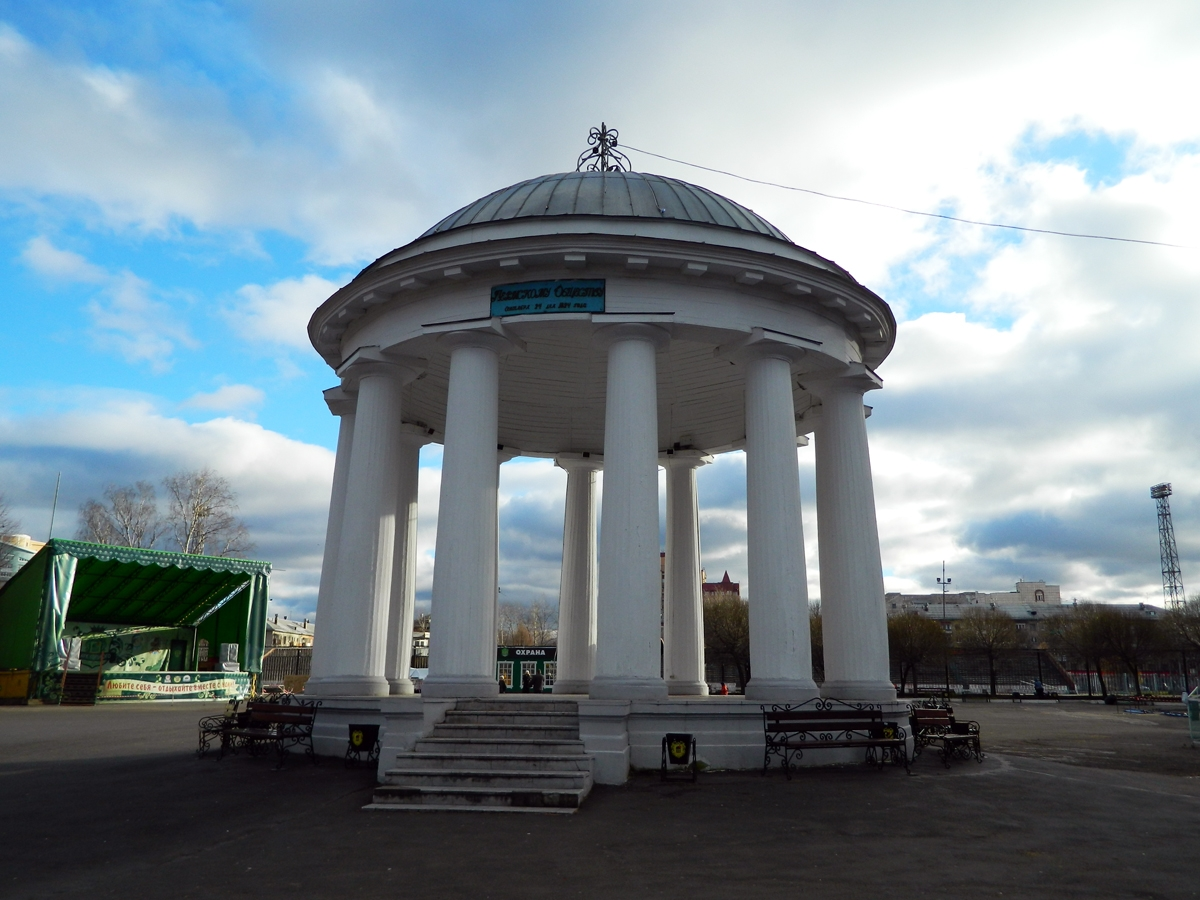
Ротонда в парке Горького, 2012 г.

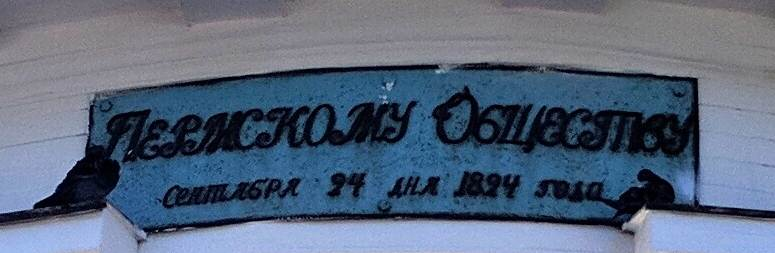
Надпись на куполе ротонды

Ротонда является памятником градостроительства и архитектуры федерального значения и представляет собой типичный образец классической парковой архитектуры.
30 августа 1998 года в парке установлена стела с выбитыми на ней стихами — «Письмо в XXI век», а также капсула времени с наказом вскрыть 27 июня 2019 года.
В 1999 году в честь 175-летия ротонды, был произведен капитальный ремонт строения, с разборкой колонн. Позднее — через 5 лет — косметический ремонт.
Ныне парк является одним из мест отдыха жителей и гостей города. В 2006 году в Сочи проводился конкурс «Хрустальное колесо», на котором были представлены парки России, Украины и Казахстана. Пермский парк им. Горького занял на этом конкурсе первое место.
В 2009 году в парке было демонтировано колесо обозрения, работавшее почти три десятилетия. Был план по его восстановлению с установкой второго колеса обозрения, большего размера. Весной 2013 года появилось новое колесо обозрения высотой 50 метров. Высота подъёма над уровнем Камы — 111 метров.
В августе 2013 года в парке открылся виртуальный доисторический 3D «океанариум» — лабиринт, состоящий из 8 видео-экранов, демонстрирующих фильм о жизни древних обитателей морей, таких как мегалодона, лиоплевродона, церезиозавра, нотозавра, дунклеостея и других.